# Jeff Taffe
Jeff Taffe (né le 19 février 1981 à Hastings dans l'État du Minnesota aux États-Unis) est un joueur professionnel américain de hockey sur glace. Il évolue au poste de centre.

## Carrière en club

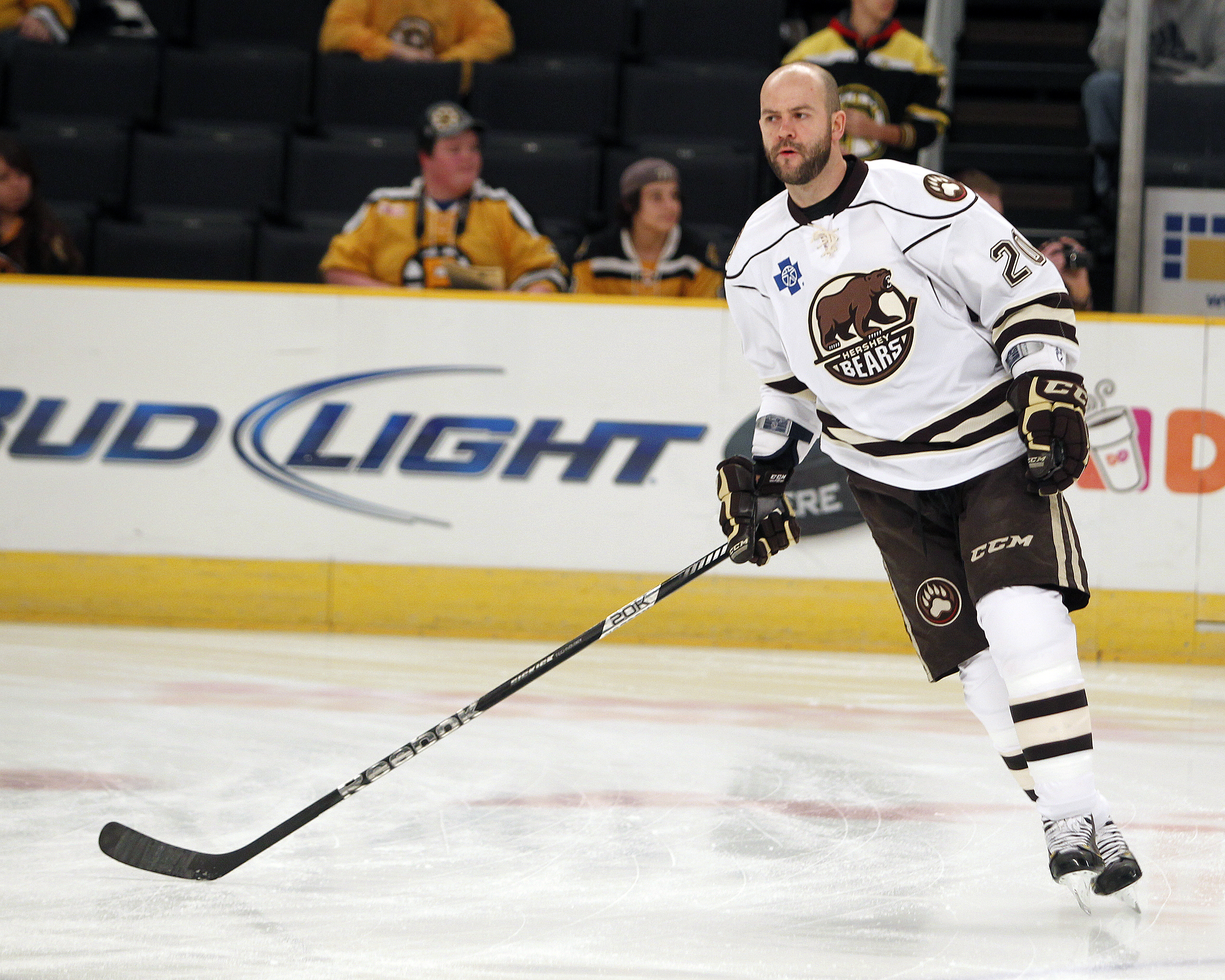
Jeff Taffe lors d'un concours d’habiletés All-Star en 2013. Ligue américaine de hockey (AHL).

Il commence sa carrière en 1998 en jouant pour les Mustangs de Rochester de l’United States Hockey League. Lors de cette première saison, il est élu meilleur joueur du Minnesota de la saison et reçoit le Mr. Hockey Award (trophée de monsieur hockey). La saison suivante, il intègre le championnat universitaire (NCAA) en jouant pour l'équipe de l'université du Minnesota, les Minnesota Golden Gophers.
Lors du repêchage d'entrée dans la Ligue nationale de hockey de 2000, il est choisi par les Blues de Saint-Louis en première ronde et trentième choix. Il ne rejoint pas pour autant la LNH et ne joue finalement pas pour les Blues, ses droits étant échangés aux Coyotes de Phoenix contre Keith Tkachuk.
Il fait ses débuts professionnels dans la franchise de la Ligue américaine de hockey affiliée aux Coyotes en 2002, les Falcons de Springfield. Il fait également une vingtaine d'apparitions dans la LNH cette même saison et inscrit trois buts.
Il joue les saisons suivantes à moitié avec les Coyotes, à moitié dans la LAH et au cours de la saison 2005-2006 de la LNH, il rejoint les Rangers de New York en retour de Jamie Lundmark. Il ne joue que deux matchs avant de faire le chemin inverse, cette fois-ci contre Martin Sonnenberg. Il ne parvient pas à se faire une place au sein des Coyotes, il rejoint en juillet 2007, l'effectif 2007-2008 des Penguins de Pittsburgh. Deux saisons plus tard, il rejoint les Panthers de la Floride.
Au cours de l'été 2010 il est échangé par les Panthers aux Blackhawks de Chicago en retour de Marty Reasoner.

## Statistiques

### En club
| Saison     | Équipe                      | Ligue      |     | Saison régulière | Saison régulière | Saison régulière | Saison régulière | Saison régulière |   | Séries éliminatoires | Séries éliminatoires | Séries éliminatoires | Séries éliminatoires | Séries éliminatoires |
| Saison     | Équipe                      | Ligue      | PJ  | B                | A                | Pts              | Pun              | PJ               | B | A                    | Pts                  | Pun                  |                      |                      |
| 1998-1999  | Mustangs de Rochester       | USHL       | 17  | 12               | 9                | 21               | 26               | -                | - | -                    | -                    | -                    |                      |                      |
| 1999-2000  | Golden Gophers du Minnesota | NCAA       | 39  | 10               | 10               | 20               | 22               | -                | - | -                    | -                    | -                    |                      |                      |
| 2000-2001  | Golden Gophers du Minnesota | NCAA       | 38  | 12               | 23               | 35               | 56               | -                | - | -                    | -                    | -                    |                      |                      |
| 2001-2002  | Golden Gophers du Minnesota | NCAA       | 43  | 34               | 24               | 58               | 86               | -                | - | -                    | -                    | -                    |                      |                      |
| 2002-2003  | Falcons de Springfield      | LAH        | 57  | 23               | 26               | 49               | 44               | 5                | 0 | 3                    | 3                    | 8                    |                      |                      |
| 2002-2003  | Coyotes de Phoenix          | LNH        | 20  | 3                | 1                | 4                | 4                | -                | - | -                    | -                    | -                    |                      |                      |
| 2003-2004  | Falcons de Springfield      | LAH        | 15  | 10               | 6                | 16               | 19               | -                | - | -                    | -                    | -                    |                      |                      |
| 2003-2004  | Coyotes de Phoenix          | LNH        | 59  | 8                | 10               | 18               | 20               | -                | - | -                    | -                    | -                    |                      |                      |
| 2004-2005  | Grizzlies de l'Utah         | LAH        | 27  | 9                | 10               | 19               | 35               | -                | - | -                    | -                    | -                    |                      |                      |
| 2005-2006  | Coyotes de Phoenix          | LNH        | 2   | 0                | 0                | 0                | 0                | -                | - | -                    | -                    | -                    |                      |                      |
| 2005-2006  | Rangers de New York         | LNH        | 2   | 0                | 0                | 0                | 0                | -                | - | -                    | -                    | -                    |                      |                      |
| 2005-2006  | Wolf Pack de Hartford       | LAH        | 36  | 6                | 16               | 22               | 34               | -                | - | -                    | -                    | -                    |                      |                      |
| 2005-2006  | Rampage de San Antonio      | LAH        | 33  | 5                | 6                | 11               | 29               | -                | - | -                    | -                    | -                    |                      |                      |
| 2006-2007  | Rampage de San Antonio      | LAH        | 59  | 20               | 20               | 40               | 22               | -                | - | -                    | -                    | -                    |                      |                      |
| 2006-2007  | Coyotes de Phoenix          | LNH        | 17  | 4                | 2                | 6                | 2                | -                | - | -                    | -                    | -                    |                      |                      |
| 2007-2008  | Penguins de WBS             | LAH        | 27  | 11               | 10               | 21               | 22               | -                | - | -                    | -                    | -                    |                      |                      |
| 2007-2008  | Penguins de Pittsburgh      | LNH        | 45  | 5                | 7                | 12               | 8                | -                | - | -                    | -                    | -                    |                      |                      |
| 2008-2009  | Penguins de WBS             | LAH        | 74  | 25               | 50               | 75               | 65               | 12               | 5 | 6                    | 11                   | 22                   |                      |                      |
| 2008-2009  | Penguins de Pittsburgh      | LNH        | 8   | 0                | 2                | 2                | 2                | -                | - | -                    | -                    | -                    |                      |                      |
| 2009-2010  | Americans de Rochester      | LAH        | 61  | 28               | 28               | 56               | 47               | 7                | 1 | 6                    | 7                    | 9                    |                      |                      |
| 2009-2010  | Panthers de la Floride      | LNH        | 21  | 1                | 1                | 2                | 4                | -                | - | -                    | -                    | -                    |                      |                      |
| 2010-2011  | IceHogs de Rockford         | LAH        | 74  | 30               | 37               | 67               | 22               | -                | - | -                    | -                    | -                    |                      |                      |
| 2010-2011  | Blackhawks de Chicago       | LAH        | 1   | 0                | 0                | 0                | 0                | -                | - | -                    | -                    | -                    |                      |                      |
| 2011-2012  | Aeros de Houston            | LAH        | 70  | 18               | 35               | 53               | 16               | 4                | 0 | 0                    | 0                    | 0                    |                      |                      |
| 2011-2012  | Wild du Minnesota           | LAH        | 5   | 0                | 0                | 2                | 0                | -                | - | -                    | -                    | -                    |                      |                      |
| 2012-2013  | Bears de Hershey            | LAH        | 73  | 18               | 53               | 71               | 27               | 5                | 0 | 4                    | 4                    | 2                    |                      |                      |
| 2013-2014  | Bears de Hershey            | LAH        | 75  | 21               | 26               | 47               | 33               | -                | - | -                    | -                    | -                    |                      |                      |
| 2014-2015  | Linköpings HC               | SHL        | 54  | 18               | 41               | 59               | 43               | 11               | 1 | 3                    | 4                    | 2                    |                      |                      |
| 2015-2016  | Neftekhimik Nijnekamsk      | KHL        | 56  | 12               | 14               | 26               | 18               | 4                | 1 | 0                    | 1                    | 0                    |                      |                      |
| 2016-2017  | HC Slovan Bratislava        | KHL        | 58  | 18               | 25               | 43               | 60               | -                | - | -                    | -                    | -                    |                      |                      |
| 2017-2018  | HC Ambrì-Piotta             | NL         | 32  | 4                | 15               | 19               | 12               | 4                | 2 | 5                    | 7                    | 2                    |                      |                      |
| 2018-2019  | HC Slovan Bratislava        | KHL        | 62  | 12               | 19               | 31               | 18               | -                | - | -                    | -                    | -                    |                      |                      |
| Totaux LNH | Totaux LNH                  | Totaux LNH | 180 | 21               | 25               | 47               | 40               | -                | - | -                    | -                    | -                    |                      |                      |

### En équipe nationale
Il a représenté les États-Unis en sélection jeune.
| Année | Compétition                  |   | PJ | B | A | Pts | Pun |  | Résultat |
| 1999  | Championnat du monde -18 ans | 6 | 3  | 2 | 5 | 29  |     |  |          |
| 2000  | Championnat du monde junior  | 7 | 1  | 4 | 5 | 2   |     |  |          |
| 2001  | Championnat du monde junior  | 7 | 6  | 2 | 8 | 6   |     |  |          |

## Trophées et honneurs personnels
- Mr. Hockey Award du meilleur joueur du Minnesota en 1998-1999

- Ligue américaine de hockey
  - 2009 : sélectionné pour le Match des étoiles avec l'équipe PlanetUSA[6].